# Jan Meyers

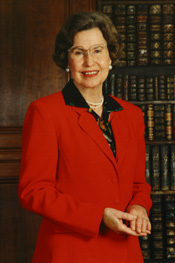
Jan Meyers

Jan Meyers (* 20. Juli 1928 in Lincoln, Nebraska; † 21. Juni 2019 in Merriam, Kansas) war eine US-amerikanische Politikerin. Zwischen 1985 und 1997 vertrat sie den dritten Wahlbezirk des Bundesstaates Kansas im US-Repräsentantenhaus.

## Werdegang
Jan Meyers besuchte die öffentlichen Schulen in Superior (Nebraska) und das William Woods College in Fulton (Missouri). Danach studierte sie bis 1951 an der University of Kansas. Zwischen 1951 und 1954 arbeitete sie in der Werbe- und Öffentlichkeitsabteilung bei einer Rundfunkstation in Omaha und dann bei einem Warenhaus in Lincoln.
Politisch schloss sich Meyers der Republikanischen Partei an. Zwischen 1967 und 1972 arbeitete sie bei der Stadtverwaltung von Overland Park in Kansas. Von 1970 bis 1972 war sie dort auch Stadträtin und zwischen 1972 und 1984 war sie Mitglied im Senat von Kansas. 1984 wurde sie im dritten Distrikt des Staates in das US-Repräsentantenhaus in Washington, D.C. gewählt, wo sie am 3. Januar 1985 die Nachfolge von Larry Winn antrat. Nach fünf Wiederwahlen konnte sie bis zum 3. Januar 1997 sechs Legislaturperioden im Kongress absolvieren. Von 1995 bis 1997 war sie Vorsitzende des Committee on Small Business.
Im Jahr 1996 verzichtete sie auf eine weitere Kandidatur. Nach ihrem Ausscheiden aus dem Kongress hat sie keine weiteren politischen Ämter mehr ausgeübt. Ihr Sohn Phil Meyers bewarb sich im Jahr 2000 erfolglos um einen Kongresssitz für den Staat Hawaii. Jan Meyers verstarb am Morgen des 21. Juni 2019 im Alter von 90 Jahren.